# A la busca del más allá
A la busca del más allá es un poema sinfónico compuesto por Joaquín Rodrigo en 1976.
A la busca del más allá fue encargada por la Orquesta Sinfónica de Houston para conmemorar el Bicentenario de la creación de los Estados Unidos y está dedicada a los astronautas de la NASA, siendo estrenada bajo la dirección de Antoni Ros Marbá el 27 de marzo de 1978.
Rodrigo utiliza dos flautas, dos oboes, un corno inglés, dos clarinetes, dos fagots, cuatro trompas, tres trompetas, tres trombones, una tuba, timbales, percusión, un arpa, una celesta e instrumentos de cuerda. Rodrigo utiliza sonidos que perviven durante largo tiempo: el arpa, el xilófono y, sobre todo, la celesta. La obra dura alrededor de 15 minutos. 
Inspirada en los viajes espaciales, en el hombre sobre la luna, en las estrellas y en los confines del Universo. Rodrigo escribió las notas de programa en su estreno en Houston en 1978: 

"…la obra puede clasificarse como Poema Sinfónico, aunque con marcado carácter abstracto, pues su música no tiene la historia o contenido descriptivo normalmente asociado con este género. Sin embargo, al inicio y al final, hay toques de timbal que se desvanecen en la distancia, con el propósito de evocar en el oyente el sentido de misterio asociado con ‘el más allá’."

El astronauta madrileño, nacionalizado estadounidense Miguel López-Alegría llevó consigo el CD de Joaquín Rodrigo, con A la busca del más allá, durante su viaje en el transbordador espacial Endeavour, en 2002, a la Estación Espacial Internacional. 